# 5 Armia (RFSRR)
5 Armia (ros. 5-я армия) – jedna z armii radzieckich okresu wojny domowej w Rosji 1917–1921, mająca sztab i dowództwo na Froncie Wschodnim.

## Skład 5 Armii RFSRR
- 1 Smoleńska Dywizja Piechoty (wrzesień 1918)
- 2 Dywizja Strzelców (kwiecień 1919 – maj 1919)
- 5 Dywizja Strzelców (lipiec 1919 – listopad 1919)
- 4 Piotrogrodzka Dywizja Strzelców (później przemianowana na 11 Dywizję Strzelecką; wrzesień 1918 – styczeń 1919)
- 24 Dywizja Strzelców (czerwiec 1919 – sierpień 1919)
- 25 Dywizja Strzelców (kwiecień 1919 – maj 1919)
- 26 Dywizja Strzelców (listopad 1918 – czerwiec 1920)
- 27 Dywizja Strzelców (listopad 1918 – maj 1920)
- 29 Dywizja Strzelców (wrzesień 1920 – lipiec 1921; od 26 października do 15 listopada 1920 – jako 1 Syberyjska Dywizja Strzelców)
- 30 Dywizja Strzelców (listopad 1919 – październik 1920)
- 31 Dywizja Strzelców (czerwiec 1919 – lipiec 1919)
- 35 Dywizja Strzelców (kwiecień 1919 – październik 1921)
- 51 Dywizja Strzelców (listopad 1919 – sierpień 1920)
- 59 Dywizja Strzelców (październik 1919 – listopad 1919)
- 62 Dywizja Strzelców (grudzień 1919 – luty 1920)
- Dywizja Piechoty im. 3 Międzynarodówki (styczeń 1920 – kwiecień 1920)
- 5 Dywizja Kawalerii (czerwiec 1921 – luty 1922)
- 13 Dywizja Kawalerii (wrzesień 1919 – listopad 1919; czerwiec 1920 – lipiec 1920)
- Zbiorcza Dywizja Strzelców (lipiec 1919 – sierpień 1919)

## Dowódcy
- P. A. Sławien (16 sierpnia 1918 – 20 października 1918)
- Ż. K. Blomberg (20 października 1918 – 5 kwietnia 1919)
- Michaił Tuchaczewski (5 kwietnia 1919 – 25 listopada 1919)
- Gienrich Eiche (25 listopada 1919 – 21 stycznia 1920)
- G. J. Kutriew (24 stycznia 1920 – 3 lutego 1920)
- W. E. Garf (3–8 lutego 1920)
- M. S. Mitiasewicz (8 lutego 1920 – 27 sierpnia 1921)
- Ijeronim Uborewicz (27 sierpnia 1921 – 14 sierpnia 1922)
- W. W. Liubimow (14–24 sierpnia 1922)
- K. A. Czajkowski (24 sierpnia 1922 – 6 września 1922)